# Phare arrière d'IJmuiden
Le phare arrière d'IJmuiden (en néerlandais : Hoog vuurtoren van IJmuiden) est un phare actif situé à IJmuiden dans la commune de Velsen, province de Hollande-Septentrionale aux Pays-Bas. Il forme, avec le feu directionnel du phare avant d'IJmuiden, le guidage dans l'IJgeul vers le port d'IJmuiden.
Il est géré par le Rijkswaterstaat , l'organisation nationale de l'eau des Pays-Bas.
Il est classé monument national en 1981 par l'Agence du patrimoine culturel des Pays-Bas .

## Histoire
Le phare avant a été conçu par l'architecte néerlandais Quirinus Harder et construit en 1878 par D.A. Schretlen & Co de Leyde.
Le phare était identique au phare avant d'IJmuiden qui fut, en 1909, amputé de trois étages.
Le phare est automatisé et n'est plus doté en personnel. Il n'est pas ouvert au public.

## Description
Ce phare  est une tour circulaire en fonte, avec une double galerie et une lanterne de 43 m. La tour est peinte en brun rougeâtre et la lanterne est blanche au dôme rouge. Il émet, à une hauteur focale de 53 m, un bref éclat blanc, de 0.3 seconde par période de 5 secondes. Sa portée est de 29 milles nautiques (environ 54 km).
Identifiant : ARLHS : NET-046 ; NL-1332 -Amirauté : B0766.1 - NGA : 114-9796.

## Caractéristique dufeu maritime
Fréquence : 5 secondes (W)
- Lumière : 0.3 seconde
- Obscurité : 4.7 secondes

|          |
| Le phare |

|          |
| Le phare |

### Lien connexe
- Liste des phares des Pays-Bas